# Chunavia
Chunavia (Parfois transforme en Cumania ou Cimania) est un siège titulaire qui, pendant l'Antiquité tardive, était un diocèse suffragant de l'ancienne province ecclésiastique de Dyrracheion dans l'actuelle Albanie.
Les Acta Albaniae mentionnent que Chunavia était au XIIe siècle sous la juridiction de l'archevêque orthodoxe de Dyrracheion (Durazzo, Durrës). Au XIVe siècle, la conquête du thème de Dyrracheion par les Anjou (Regnum Albaniae) poussa l'évêque à passer au catholicisme, pour laisser la place en 1310 à un évêque en Gascogne auquel succéda par la suite Guillaume de Montegrano, originaire d'Auch, évêque de 1318 à 1319.
Le siège titulaire a été établi par l'Église catholique romaine en 1933, sous le nom italien de Cunavia (Cunaviensis).

## Liste des évêques catholiques titulaires de ce diocèse
| Début      | Fin        | Nat.     | Nom                            | Fonction exercée                               |
| ---------- | ---------- | -------- | ------------------------------ | ---------------------------------------------- |
| 19/10/1970 | 24/04/1971 | Ireland  | Joseph Brendan Houlihan, S.P.S | Évêque émérite d'Eldoret                       |
| 03/08/1971 | 30/07/1974 | France   | André Bossuyt                  | Évêque auxiliaire de Reims                     |
| 07/01/1975 | 30/06/1988 | Hungary  | Szilárd Keresztes              | Evêque auxiliaire de Hajdúdorog                |
| 12/11/1988 | 14/09/1994 | France   | Guy Thomazeau                  | Évêque auxiliaire de Meaux                     |
| 01/04/1995 | 24/05/2003 | Malaysia | Murphy Nicholas Xavier Pakiam  | Évêque auxiliaire de Kuala-Lumpur              |
| 07/07/2003 | 21/06/2005 | USA      | Walter Allison Hurley          | Évêque auxiliaire de Détroit                   |
| 25/10/2005 | 26/03/2023 | UK       | David Christopher McGough      | Évêque auxiliaire de Birmingham                |
| 25/07/2024 |            | USA      | Kevin Kenney                   | Évêque auxiliaire de Saint-Paul et Minneapolis |